# Суей
Суей е китайска династия, просъществувала в периода 581 – 618 г. Тя успява да обедини Южните и северните династии и да възстанови управлението на етническите китайци в страната. Освен това, полага усилия да китаизира номадските малцинства на китайска територия. Наследена е от династията Тан.

## Основаване на династията
Бащата на първия суейски император Ян Джун бил генерал и служил в двора на династията Северна Джоу. За заслугите си той получил владение и титлата гун на Суей. Неговият син Ян Дзиен също бил прочут генерал, чийто позиции и влияние в северноджоуския двор нараснали значително след като дъщеря му се омъжила за император Сюенди. По-късно Ян Дзиен бил назначен за първи министър на империята.
След смъртта на Сюенди и възкачването на престола на малолетния му син Дзинди, Ян Дзиен предприел следващата си стъпка към завземането на върховната власт, установявайки пълен контрол над правителството и армията, а за да се справи с евентуалните си претенденти, свикал в столицата всичките 55 принца от императорския род, и заповядал да бъдат екзекутирани. Впоследствие Ян Дзиен потушил бунта на трима военачалници – Уей Чъдзюн, Съма Сяонан и Уан Циен, в източните провинции и в 581 г. детронирал император Дзинди, обявявайки се за нов владетел под името Уънди.

## Обединението на Северен и Южен Китай
Уънди бил човекът, обединил Китай след почти четири века на политическо разделение между Севера и Юга. Това обаче не било единствено негова заслуга, тъй като още през управлението на династия Северна Джоу, нейните владетели започнали провеждането на реформи, целящи да укрепят централната власт за сметка на местната аристокрация, армията и будистките общности. На второ място, изключително полезен се оказал опитът и на друга северна династия, основана от сиенбейското племе туоба – Северна Уей, през чието управление били положени основите на последвалия икономически и политически възход на Северен Китай. Така в резултат на предишния опит и далновидната си политика Уънди успял в сравнително кратък период от време да унищожи властта на северната аристокрация и съпротивата сред верните на предишните династии министри, а могъщите фамилии от Юга били преселени в района около столицата Чанан и лишени от владенията си, за да се отслаби полунезависимия им статут. Южните благородници се опитали да се противопоставят на новия владетел и вдигнали въстание, но то било потушено от суейския генерал Ян Су.

## Вътрешни реформи
Следващата стъпка на суейския император била да реформира местната администрация в цялата империя. За тази цел била премахната системата на двойна администрация в префектурите – гражданска и военна, комендантствата (дзюн 郡) били преобразувани в префектури (джоу 州), а по-късно генералните префектури (дзунгуанфу 总管府) били премахнати. В централното управление структурата на трите отдела (саншън 三省) и шестте министерства (лиубу 六部) била затвърдена и послужила като модел за по-късното организиране на административния апарат при династията Тан. Владенията на принцовете (уангуо 王国) като полунезависими кралства в империята с отделена административна структура също били премахнати.
Изборната система за чиновниците в държавните учреждения продължила да следва модела на деветте ранга (дзиупин джунджън 九品中正), който бил приложен от Цао Цао и чрез който административни постове били на практика наследствени. Военната служба и офицерската кариера в гарнизонните милиции (фубин 府兵), ограничена при династията Северна Джоу само за представители на народността сиенбей, била отворена за китайци, а специалните стопанства-милиции (бинху 兵户) били премахнати.
Суейските императори кодифицирали отново общоимперското право – първо в Кайхуанския кодекс, а по-късно в Кодекса Дайе.
От всички тези реформи обаче може би най-важните били икономическите – въвеждането в употреба на единна монетна система, системата на еднаквите полета, и изграждането на Великия канал.

## Управлението на Янди
Император Уънди определил за свой наследник Ян Гуан (Янди). Срещу това решение обаче се обявил брат му Ян Лян, но бунтът бил потушен от верния на короната принц Ян Су.
За разлика от баща си император Янди бил по-ангажиран със завоевателни кампании и усмиряване на враждебните си съседи. Той лично ръководел военни кампании срещу тюрките и народа туюхуан, при него в западните предели на империята били установени няколко префектури, чиято цел била да контролират достъпа до търговските пътища в Централна Азия. Посланици били изпратени в няколко държави в Централна Азия, Близкия изток, Източна и Югоизточна Азия. Освен това били предприети и мащабни строителни работи – изграждането на столиците Луоян и Дзянду (днешен Янджоу в провинция Дзянсу), издигането на отбранителни стени на север и бентове по река Хуанхъ, както и прокопаването на Великия канал, които обаче изтощили до краен предел населението, особено в районите по долното течение на реките Яндзъ и Хуанхъ.
През 610 г. избухнали първите вътрешни бунтове, които дали да се разбере, че намиращата се в зенита на своята слава и могъщество империя страда в същото време от сериозни вътрешни проблеми. Император Янди предприемал и перманентни пътувания между столиците, които също допринесли за изтощаването на държавната хазна. Последната капка, след която се разразила истинска буря от народно недоволство, били трите неуспешни кампании срещу корейското кралство Корьо след 608 г. Така през 611 г. Уан Пу и Лиу Бадао се разбунтували в района на днешната провинция Шандун срещу суейската експлоатация, а скоро техният пример последвали Сун Андзу и Доу Дзиендъ в Хъбей. Най-мащабното въстание обаче било това в Уаган, чийто водач бил Ди Жан. На юг, селските бунтовнически армии били водени от Ду Фууей и Фу Гуншъ. Всички тези въстания, които се разпространявали постепенно из цял Китай се слели в три големи движения – Уаганската армия, водена от Ди Жан, а по-късно от Ли Ми (в Хънан); армията на Ду Дзиендъ, която отбранявала държавата наречена Ся (в Хъбей) и царството У на Ду Фууей (в Анхуей и Северна Дзянсу). Освен селското население, богатите земевладелци и аристократи от юга, преселени на север по времето на император Уънди, също се разбунтували срещу властта на Суей. Някои от тези въстания дори повлияли върху успеха на външната политика на империята – така например, бунтът на принц Ян Сюенган през 613 г. довел до провал на втората кампания срещу Корьо.
С всички тези въстания и размирици, император Янди се справял с изключителна жестокост – според сведенията, в някои случаи са били избивани наведнъж повече от 30 000 души. Това допринесло за демонизирането му в народното съзнание, където той останал за дълго като въплъщение на злото.

## Краят на династията
През 616 г. родственикът на императора Ли Юен се разбунтувал срещу Янди, окупирал столицата и поставил на трона принца на Дай – Ян Йоу (Гунди). На сваления владетел била предложена титлата тайшан хуан, но само контролираните в контролираните от принца територии Гунди бил признат за законен император. При управлението на този владетел Ли Юен получил титлата принц на Тан и под властта му се намирали територии, разположени в днешните провинции Шаанси и Съчуан. Междувременно група офицери, водени от Юуън Хуадзи организирали преврат срещу стария император и в края на 618 г. той бил заловен от метежниците и убит. На трона седнал младия принц на Цин – Ян Хао, а в столицата Луоян, принцът на Юе – Ян Тун, също бил обявен за император. Ян Хао бил убит от Юуън Хуадзи, който се обявил за император на новата династия Сю, а в Луоян, където Ли Ми и генерал Уан Шъчун се борели за властта, първият се предал на Ли Юен, който сложил началото на династията Тан, а Уан Шъчун се обявил за император на Джън. Така приключило управлението на династията Суей.